# JIS X 0208
Le JIS X 0208 est un codage des caractères sur 2 octets, défini comme standard industriel japonais (JIS : Japanese Industrial Standard), comptant 6 879 caractères graphiques pour le traitement informatique du texte en langue japonaise.
Il a été établi en 1978 comme JIS C 6226 et révisé en 1983. En 1990, il a été renommé JIS X 0208, et il a été révisé en 1997.